# Tlogotunggal
Tlogotunggal is een bestuurslaag in het regentschap Rembang van de provincie Midden-Java, Indonesië. Tlogotunggal telt 3197 inwoners (volkstelling 2010).